# ガッコの先生
『ガッコの先生』（ガッコのせんせい）は、2001年10月7日から12月16日まで毎週日曜日21:00 - 21:54に、TBS系列の「東芝日曜劇場」枠で放送された日本のテレビドラマ。主演は堂本剛。平均視聴率は14.4%。

## キャスト

### 主要人物
桜木仙太郎〈23〉
演 - 堂本剛（KinKi Kids）
大阪出身の新米小学生教師。無鉄砲で熱血なところがあり、「教育は情熱」だと信じている。産休代理教師として上京し、ラーメン屋「悟空」を営む朝倉家に下宿する。後述の小野寺に絡む一件で水野に平手打ちを見舞ったことで辞任の危機に晒された。最終話では立派な先生になって戻ってくることを誓い高速バスで大阪に向かう途中で5年3組の生徒たちに見送られ、涙ながらに去っていった。
朝倉素子〈23〉
演 - 竹内結子
仙太郎の同僚教師。現実主義者。気が強く、いつも仙太郎と喧嘩をするが、仙太郎を気に掛けている。
小野寺敦〈30〉
演 - 田中直樹（ココリコ）
学年主任。母の美智子には頭があがらない。そのため、周囲からはマザコンと思われている。母や仙太郎からはアックンと呼ばれている。
朝倉長一郎
演 - いかりや長介
ラーメン屋「悟空」の主人で綾子と素子の父。頑固者だが、仙太郎の良き理解者。
西尾真理子〈28〉
演 - 新谷真弓
仙太郎・素子・小野寺の同僚。
小野寺美智子〈55〉
演 - 鷲尾真知子
敦の母。過保護で敦が授業をする姿を学校まで見に来る。
朝倉綾子〈28〉
演 - 櫻井淳子
朝倉家の長女で素子の姉。バツイチの子持ち。駆け落ち同然で家を出たので父との関係はこじれたままである。
朝倉裕二
演 - 斉藤大河
綾子の息子。仮面ライダーが好きでよくごっこ遊びをしている。
生意気な性格で仙太郎や祖父である長一郎を呼び捨てにしている。

### その他
- 本木三郎 - 荒川良々
- 野田ハナ - 杉山とく子（第1話）
- ひろしの父親 - 伊藤俊人
- 矢崎幸之介 - 久保晶
- 田山啓子 - 中島ひろ子
- 中川真希 - 上脇結友（第3・4話）
- 中川優子 - 山辺有紀（第4話）
- ホストのジュン - 川端竜太（第4話）
- ホストのフトシ - 須藤公一（第4話）
- 山岸俊輔 - 堺雅人（第5話）
- 水野利紀 - 秋場まなと（第5 - 7話）
- 水野の母親 - 野村真美（第7話）

### 5年3組の生徒
| - 鈴木ひろし - 松崎駿司 - 立野勝 - 堀江幸生 - 五十嵐遥 - 柏静香 - 神山こずえ - 川名夏生 - 堤沙希 - 滝杏里 - 金田治 - 真瀬皓介 - 白石秀一 - 須田泰大 - 横山唯 - 三村ゆうな - 藤崎佳織 - 谷真里奈 - 牧村佳奈子 - 花澤香菜 - 大沢琴音 - 安永亜紗 - 若林大悟 - 内山達貴 - 野村裕太 - 川原一馬 - 生徒の中ではひろしに次いで出番が多く、仙太郎の理解者。 - 荒川信之介 - 上森寛元 - 大橋学 - 辻田祐紀 - 宮下真理子 - 宮本恵里 | - 日向響 - 加藤諒 - なよなよとしていて常にオネエ言葉で喋る。 - 木下法子 - 山口このみ - 当初は野村と衝突することが、多かったが物語終盤に恋仲になる。 - 久保田道雄 - 重田進之介 - 松元清晴 - 茂木克憲 - 飯田みゆき - 平塚麻耶 - クラスのマドンナ的存在で委員長。仙太郎に思いを寄せる。 - 坂下昇 - 沼田和紘 - 栗田晶 - 野口清香 - 菊池あゆみ - 奥田佳菜子 - 藤田健介 - 山口裕次郎 - 関菜摘 - 諸岡なつみ - 西原聖矢 - 庄司学 - 岸隼人 - 伊織大昌 - 吉田めぐみ - 管田貴恵 - 杉山玲奈 - 木村紗緒里 - 斎藤まりの - 大谷奈那実 - 浜崎光輝 - 柏木佑介 |

## スタッフ
- 脚本 - 小松江里子
- 音楽 - 武部聡志
- 演出 - 今井夏木、平野俊一、梶原紀尚
- 主題歌 - KinKi Kids「Hey! みんな元気かい?」（ジャニーズ・エンタテイメント）
- 挿入歌
1960年代に坂本九が歌唱した楽曲のカバー。主演の堂本剛が歌唱。
  - 「見上げてごらん夜の星を」（第1・2・5・7・8・9・10話）
  - 「ともだち」（第3・6話）
  - 「涙くんさよなら」（第4話）
- 演出補 - 関本浩秀、山室大輔、池辺安智、上野かおる、赤萩佳代子、高橋綾子
- 音楽協力 - 日音
- 美術協力 - アックス
- 協力 - 東通、緑山スタジオシティ
- プロデューサー - 伊藤一尋
- プロデューサー補 - 室谷拡
- 制作 - TBS ENTERTAINMENT
- 制作著作 - TBS

## 放送日程
| 話数                                                       | 放送日   | サブタイトル               | 演出     | 視聴率 |
| ---------------------------------------------------------- | -------- | -------------------------- | -------- | ------ |
| 第1話                                                      | 10月07日 | 友情より金っすよ           | 今井夏木 | 14.7%  |
| 第2話                                                      | 10月14日 | 先生がセクハラ?            | 今井夏木 | 14.6%  |
| 第3話                                                      | 10月21日 | デブにはデブの生き方がある | 平野俊一 | 13.9%  |
| 第4話                                                      | 10月28日 | ガチンコ娘の涙             | 平野俊一 | 13.9%  |
| 第5話                                                      | 11月04日 | 偏差値オバケ               | 梶原紀尚 | 14.4%  |
| 第6話                                                      | 11月11日 | イジメられていた先生       | 今井夏木 | 12.6%  |
| 第7話                                                      | 11月18日 | 先生を救え、みんな         | 今井夏木 | 12.3%  |
| 第8話                                                      | 11月25日 | おとなびた恋心             | 平野俊一 | 14.1%  |
| 第9話                                                      | 12月02日 | 友情という名の失恋･･･      | 平野俊一 | 15.2%  |
| 第10話                                                     | 12月09日 | ずっとそばにいて欲しい     | 梶原紀尚 | 15.0%  |
| 最終話                                                     | 12月16日 | 仰げば尊し                 | 今井夏木 | 17.1%  |
| 平均視聴率 14.4%（視聴率は関東地区・ビデオリサーチ社調べ） |          |                            |          |        |